# Estanco de San Matías
Estanco de San Matías är en ort i Mexiko.   Den ligger i kommunen Hidalgo och delstaten Michoacán de Ocampo, i den södra delen av landet, 160 km väster om huvudstaden Mexico City. Estanco de San Matías ligger 2 127 meter över havet och antalet invånare är 126.
Terrängen runt Estanco de San Matías är huvudsakligen kuperad, men norrut är den bergig. Runt Estanco de San Matías är det ganska tätbefolkat, med 90 invånare per kvadratkilometer. Närmaste större samhälle är Ciudad Hidalgo, 7,4 km sydost om Estanco de San Matías. I omgivningarna runt Estanco de San Matías växer huvudsakligen savannskog.